# Enrique de Rivas Ibáñez
Enrique de Rivas Ibáñez (Madrid, 1931 - Ciutat de Mèxic, 3 de gener de 2021) fou un escriptor, poeta i assagista espanyol, pertanyent a l'anomenada "generació hispanomexicana".
Fill d'espanyols exiliats a Mèxic per la Guerra Civil espanyola, fill del famós director d'escena Cipriano de Rivas Cherif i nebot polític de Manuel Azaña, president de la Segona República espanyola, Enrique de Rivas va sortir d'Espanya, amb la seva família, durant la Guerra Civil espanyola, quan només tenia deu anys. La família es va refugiar a França, però van ser detinguts el 1940 per la Gestapo i traslladats a Bordeus, mentre el seu pare fou lliurat a les autoritats franquistes, ell s'exilià a Mèxic.
Va estudiar al col·legi Madrid i a l'Institut Lluís Vives, centres educatius fundats pels refugiats espanyols. Després va fer la seva carrera en la Universitat Nacional Autònoma de Mèxic (UNAM), a Puerto Rico, i a Berkeley, als Estats Units. A partir de 1956 va treballar com a professor en el Mexic City College, institució precursora de la Universitat de les Amèriques, en la dècada de 1960 es va traslladar a Roma on va treballar com a funcionari de la FAO fins a la seva jubilació. A Roma va conèixer la pensadora María Zambrano.
La seva passió, però, era l'escriptura. Tota la seva vida es va dedicar a promoure les obres d'Azaña, les del seu pare, Cipriano de Rivas Cherif i les seves pròpies. Precisament, participà en diverses activitats i jornades dedicades a l'estudi de la figura del seu oncle.
Entre les seves obres publicades destaca el llibre de records d'infància Cuando acabe la guerra, i tota la seva poètica està compilada sota el títol En el umbral del tiempo. Altres llibres de poemaris foren Primeros poemas, En la herencia del día, Tiempo ilícito, Como quien lava con luz las cosas o El espejo y su sombra. Com a poeta, Enrique de Rivas Ibáñez s'emmarca dins del grup "hispanomexicà", al costat d'altres exiliats que van arribar a Mèxic a una edat primerenca i que, per tant, van rebre en aquest país la seva formació. A més de la poesia, el també especialista en simbologia medieval, és autor d'assajos sobre literatura medieval a llibres com Figuras y estrellas de las cosas i El simbolismo esotérico en la literatura medieval española. També publicà textos memorialístics, com el llibre de records d'infància Cuando acabe la guerra i Endimión en España: estampas de época 1962-1963, que recrea el seu primer viatge a Espanya. Tota la seva obra poètica i part de les seves memòries van ser reunides en el llibre En el umbral del tiempo, aparegut en 2013.
Va morir el gener del 2021, després de patir durant temps la malaltia d'Alzheimer, i quan ja feia quatre anys que s'havia instal·lat definitivament a Mèxic.